# Монктон, Кристофер, 3-й виконт Монктон из Бренчли
Кристофер Уолтер Монктон, 3-й виконт Монктон из Бренчли (англ. Christopher Walter Monckton, 3rd Viscount Monckton of Brenchley; родился 14 февраля 1952 года) — британский оратор и наследственный пэр. Он известен своей работой в качестве журналиста, консервативного политического советника, политического кандидата UKIP и за изобретение математической головоломки Eternity.
В начале своей карьеры публичных выступлений темы сосредоточены на его математической головоломки и консервативной политики. В последние годы его публичные выступления привлекли внимание из-за его отрицания изменения климата и его взгляды на Европейский Союз и социальную политику.

## Личная жизнь
Родился 14 февраля 1952 года. Старший сын генерал-майора Гилберта Монктона, 2-го виконта Монктона из Бренчли (1915—2006), и Марианны Летиции (урожденной Бауэр) (род. 1929), бывшего верховного шерифа Кента и дамы Мальты. У него есть три младших брата, Тимоти, Джонатан и Энтони, и сестра Роза, жена журналиста Доминика Лоусона.
Монктон получил образование в школе Харроу и колледже Черчилля в Кембридже, где получил степень бакалавра (классика, 1974, ныне магистр), а также в Университетском колледже Кардиффа, где получил диплом по журналистике.
19 мая 1990 года он женился на Джульетте Мэри Энн Малербе Дженсен, но детей у супругов не было.
Кристофер Монктон — ливрейный дворянин Почетной компании Бродереров, офицер ордена Святого Иоанна Иерусалимского, рыцарь чести и преданности Суверенного военного Мальтийского ордена и член Римско-католической комиссии по средствам массовой информации. Он также является квалифицированным дневным шкипером Королевской ассоциации яхтинга, а с 1986 года является попечителем трофея Хейлса за Голубую ленту Атлантики.
После смерти своего отца в 2006 году Монктон унаследовал титул виконта Монктона из Бренчли, но из-за Акта о Палате лордов 1999 года он не получил места в Палате лордов.

## Карьера

### Журналистика
Кристофер Монктон поступил в газету Yorkshire Post в 1974 году в возрасте 22 лет, где он работал репортером и ведущим писателем. С 1977 по 1978 год он работал в консервативном Центральном офисе в качестве сотрудника прессы, став редактором римско-католической газеты The Universe в 1979 году, а затем главным редактором журнала Sunday Telegraph в 1981 году. Он присоединился к лондонской газете Evening Standard в качестве ведущего писателя в 1982 году . После перерыва в своей карьере журналиста Монктон стал помощником редактора недавно созданной и ныне несуществующей бульварной газеты Today в 1986 году. Он был редактором-консультантом в Evening Standard с 1987 по 1992 год и был ее главным лидером-писателем с 1990 по 1992 год.
С 2002 года Кристофер Монктон опубликовал несколько газетных статей с критикой МГЭИК и научного консенсуса по изменению климата.

### Предпринимательство
В 1995 году Кристофер Монктон и его жена открыли Monckton’s, магазин рубашек на Кингс-роуд в Челси.
В 1999 году виконт Монктон создал и опубликовал головоломку Eternity, геометрическую головоломку, в которой двенадцатиугольник замостили мозаикой из 209 многоугольников неправильной формы, называемых «полидрафтами». Приз в размере 1 миллиона фунтов стерлингов был выигран через 18 месяцев двумя кембриджскими математиками. К тому времени было продано 500 000 головоломок. Монктон запустил головоломку Eternity II в 2007 году, но после четырехлетнего призового периода ни один победитель не претендовал на приз в размере 2 миллионов долларов.
Монктон — директор Resurrexi Pharmaceutical. Он утверждает, что «отвечает за изобретение и разработку лекарства широкого спектра действия от инфекционных заболеваний». В документальном фильме BBC «Знакомство со скептиками» (2011) он утверждал, что вылечил себя от болезни Грейвса. В резюме UKIP для Монктона утверждается, что его методы позволили вылечить рассеянный склероз, грипп и герпес, а также снизить вирусную нагрузку у пациентов с ВИЧ. В интервью австралийскому Radio National Монктон сказал, что его методы имели некоторый первоначальный успех, но «мы не можем утверждать, что можем что-то вылечить».

### Политическая карьера

#### Политический советник Консервативной партии
В 1979 году Кристофер Монктон познакомился с Альфредом Шерманом, который вместе с Маргарет Тэтчер и Кейтом Джозефом в 1974 году стал соучредителем проконсервативного аналитического центра Центр политических исследований (CPS). Шерман попросил Монктона вести протокол на заседаниях исследовательской группы CPS . Впоследствии Монктон стал секретарем исследовательских групп центра по экономике, перспективной стратегии, здравоохранению и занятости. Он написал статью о приватизации муниципального жилья с помощью схемы от арендной платы к ипотеке, которая привлекла к нему внимание Даунинг-стрит . Фердинанд Маунт, глава отдела политики номер 10 и бывший директор CPS, привел Монктона в отдел политики в 1982 году. Он был нанят в качестве домашнего специалиста, отвечающего за жилищное строительство и парламентские дела , работая вместе с Маунтом и Питером Шипли над такими проектами, как поэтапный отказ от муниципального жилья. Он покинул подразделение в 1986 году, чтобы присоединиться к газете Today.
Кристофер Монктон сказал, что он служил советником по науке премьер-министра Маргарет Тэтчер во время его работы в отделе политики номер 10, и что «именно я — от имени премьер-министра — следил за официальными советниками правительства по науке, от главного научного советника вниз». Джон Гаммер, который был министром окружающей среды при Тэтчер, сказал, что Монктон был «носителем сумок в офисе миссис Тэтчер. И мысль о том, что он консультировал ее по вопросам изменения климата, смехотворна». В статье для The Guardian Боб Уорд из Исследовательского института Грэнтэма по изменению климата и окружающей среде отмечает, что в мемуарах Тэтчер «Годы на Даунинг-стрит» Монктон не упоминается, а Джордж Гиз упоминается как её научный советник.

#### Участие в дополнительных выборах в Палату лордов
Виконт Монктон унаследовал звание пэра после принятия Закона о Палате лордов 1999 года, который предусматривал, что «никто не может быть членом Палаты лордов на основании наследственного пэрства».
Монктон безуспешно баллотировался на четырех дополнительных выборах на вакантные места, образовавшиеся в результате смерти 92 наследственных пэров, оставшихся в составе лордов после реформ 1999 года. Впервые он баллотировался от консерваторов на дополнительных выборах в марте 2007 года и был среди 31 из 43 кандидатов, не получивших голосов. Впоследствии он баллотировался на дополнительных выборах в мае 2008 года, июле 2009 года и июне 2010 года, снова не получив голосов. Он резко критиковал способ реформирования лордов, описывая процедуру дополнительных выборов в марте 2007 года с участием 43 кандидатов и 47 выборщиков как «причудливый конституционный аборт».

#### Пресс-секретарь и кандидат от Партии независимости Великобритании
Монктон присоединился к Партии независимости Великобритании (UKIP) в 2009 году и стал ее главным представителем по вопросам изменения климата. На парламентских выборах 2010 года он был выдвинут кандидатом от UKIP от шотландского избирательного округа Перт и Северный Пертшир; хотя он был наследственным пэром, он имел право баллотироваться на выборах в Палату общин, поскольку не является членом Палаты лордов. Впоследствии он отказался от участия в соответствии с политикой UKIP не выступать против других кандидатов в депутаты-евроскептики. В июне 2010 года UKIP объявил, что он был назначен заместителем лидера, чтобы служить вместе с Дэвидом Кэмпбеллом Баннерманом под руководством лидера партии лорда Пирсона из Ранноха, который владеет поместьем в Шотландии, примыкающим к поместью Монктона. В ноябре 2010 года его сменил на посту заместителя лидера Пол Наттолл.
В 2011 году виконт Монктон баллотировался в качестве ведущего кандидата от UKIP по партийному списку в избирательном округе шотландского парламента в Средней Шотландии и Файфе, но не выиграл выборы, а список UKIP занял седьмое место после того, как набрал 1,1 % голосов региона. Монктон также некоторое время возглавлял политический отдел UKIP, но, по словам представителя партии, к июню 2012 года он отказался от какой-либо официальной роли, перейдя в «полуотдельные» отношения с UKIP. К январю 2013 года он стал президентом UKIP в Шотландии, но был уволен лидером UKIP Найджелом Фараджем в ноябре 2013 года после межфракционных распрей.

#### Публичные выступления
С 2008 года виконт Монктон побывал в Великобритании, Ирландии, США, Китае, Канаде, Индии, Колумбии, Южной Африке и Австралии, выступая с докладами перед группами, связанными с изменением климата. В качестве главного советника по вопросам политики лоббистской группы Института науки и государственной политики США он выступил на «Международной конференции по изменению климата» Института Хартленда в 2008 году.
В 2009—2010 годах он четыре раза приглашался в Конгресс для дачи показаний представителями республиканцев. 25 марта 2009 года он предстал перед подкомитетом Палаты представителей США по энергетике и окружающей среде, а в 2010-м перед домом выберите Комитета по энергетической независимости и глобальному потеплению приглашен Джим Sensenbrenner. Он следовал за этим с января 2010 года и июле 2011 года гастроли в Австралии и Новой Зеландии, а также туры в Китай и Индию в декабре 2011 года. В 2012 году он был вновь приглашен в США республиканцем Шенноном Гроувом выступить перед Ассамблеей штата Калифорния. а позже в том же году отправился в Австралию по приглашению сенатора от Демократической лейбористской партии Джона Мэдигана.
6 декабря 2012 года Кристофер Монктон занял место Бирмы на конференции COP18 по изменению климата в Дохе без разрешения и выступил с короткой речью, нападая на идею антропогенного изменения климата. Его вывели из здания и дали пожизненный запрет на участие в переговорах ООН по климату. Монктон сказал, что за последние шестнадцать лет не было никакого глобального потепления, и поэтому наука должна быть пересмотрена.
В период с 2009 по 2010 год режиссер Руперт Мюррей следовал за Монктоном в его туре по изменению климата. Позже фильм был показан 31 января 2011 года на BBC Four под названием Meet the Sceptics. До выхода в эфир его изображение Монктона было описано коллегой-отрицателем Джеймсом Делингпоулом как «еще одна топорная работа» , и попытка Монктона получить судебный запрет потерпела неудачу.

## Спор о его непричастности к Палате лордов
Виконт Монктон утверждает, что Закон Палаты лордов 1999 года, лишивший его наследственного места, является ошибочным и неконституционным. В 2006 году он назвал себя «членом Верхней палаты законодательного органа Соединенного Королевства» в письме сенаторам США и сказал, что он «член Верхней палаты, но без права сидеть или голосовать». Власти Палаты лордов заявили, что Монктон не является и никогда не был членом и что нет такого понятия, как неголосующий или почетный член Палаты.
В июле 2011 года Палата лордов предприняла беспрецедентный шаг, опубликовав в Интернете письмо о прекращении и воздержании в адрес виконта Монктона от секретаря парламентов, в котором говорилось: «Я должен повторить заявление моего предшественника о том, что вы не являетесь и никогда не были членом Палаты лордов». «Я публикую это письмо на парламентском веб-сайте, чтобы любой, кто хочет проверить, являетесь ли вы членом Палаты лордов, мог просмотреть это официальное подтверждение того, что вы им не являетесь».

### Изменение климата
Виконт Монктон выступает за отрицание изменения климата, является политическим советником Института Хартленда и заявил, что тех, кто предупреждает об опасностях изменения климата, следует сажать в тюрьму, назвав их «фальшивыми». Он говорит, что существует парниковый эффект, и что ему способствует углекислый газ, но утверждает, что нет «причинной связи» между концентрацией CO2 и средней глобальной температурой. Он сказал, что в Обзоре Стерна по экономике изменения климата недооценены затраты на смягчение последствий изменения климата и завышены его преимущества. Мнения Монктона противоречат научному мнению об изменении климата, где существует консенсус в отношении антропогенного глобального потепления, и показывают решающую связь между концентрацией углекислого газа и средними глобальными температурами.
18 октября 2008 года виконт Монктон разместил в Интернете «Открытое письмо виконта Монктона из Бренчли сенатору Джону Маккейну о климатологии и политике» больше в печали, чем в гневе после того, как кандидат в президенты США Джон Маккейн выступил с предвыборной речью на ветряной электростанции, на которой он заявил о своей вере в антропогенное изменение климата. Монктон заявлял в интервью и на веб-сайте Института науки и государственной политики, что он лауреат Нобелевской премии мира; Позже он заявил, что это была шутка.
В 2009 году Джон П. Абрахам раскритиковал утверждения Монктона на лекции в Вефильском университете, и Монктон предъявил Аврааму дисциплинарные обвинения в нечестности в учебе. Юристы Университета Святого Томаса написали Монктону, что «Университет Святого Томаса уважает ваше право не соглашаться с профессором Абрахамом, точно так же, как университет уважает право профессора Абрахама не соглашаться с вами. Мы возражаем против ваших личных нападок на отца Диза, и профессора Абрахама, ваш подстрекательский язык и ваше решение очернить профессора Абрахама, отца Диза и университет Святого Томаса». Последнее было ответом на интервью, в котором Монктон охарактеризовал Авраама как "жалкого маленького Президент университета Диз назвал «подонком», а Университет Св. Фомы — «недоделанным католическим библейским колледжем».

### Социально-экономическая политика
Один из политических советников Маргарет Тэтчер, Монктон считался «мозгом, стоящим за тэтчеровской политикой предоставления муниципальным арендаторам (государственного жилья) права покупать свои дома». Монктон был спонсором Консервативной семейной кампании в 1990-х годах. Монктон был связан с Партией референдума, консультируя ее основателя сэра Джеймса Голдсмита. В 2003 году он помог отколовшейся группе шотландских консерваторов, Шотландскому народному альянсу.
В 1988 году Эдди Шах: «Сегодня и газетная революция» описал Монктона как «ярого, прямолинейного и самоуверенного римско-католического тори», который был тесно связан с фракцией «Новые правые» Консервативной партии. В 1997 году Монктон раскритиковал работы на Fotofeis (Шотландском международном фестивале фотографии) и Sensation как «слабоумную, дешевую, жалкую, эксплуататорскую сенсацию, совершаемую бездарными и увековеченную чрезмерно финансируемыми, бесполезными, бестолковыми, средних лет, пузатых, поникших пивоварами quangos, которых мужественное правительство немедленно перестало бы субсидировать вашими и моими деньгами».

## Заявления о СПИДе и гомосексуализме

### Статья American Spectator о СПИДе (1987 г.)
В статье 1987 года для The American Spectator «СПИД: британский взгляд» Монктон утверждал, что «есть только один способ остановить СПИД. Это регулярное обследование всего населения и пожизненный карантин всех носителей болезни. Каждый член населения следует ежемесячно сдавать кровь на анализ… все, у кого обнаружено, что они заражены вирусом, даже если только как носители, должны быть изолированы в обязательном порядке, немедленно и навсегда». Это потребует изоляции от 1,5 до 3 миллионов человек в США («не совсем невозможно») и еще 30 000 человек в Великобритании («не непреодолимо сложно»). В статье сделан вывод о том, что нынешняя западная чувствительность не позволит применить этот стандартный протокол для сдерживания новой, смертельной и неизлечимой инфекции: поэтому, по его словам, многие умрут напрасно. Эндрю Фергюсон, в то время помощник управляющего редактора The American Spectator, осудил это в колонке писем того же номера. Монктон появился в программе BBC Panorama в феврале 1987 года, чтобы обсудить свои взгляды и представить результаты опроса общественного мнения, который нашел общественную поддержку его позиции. С тех пор Монктон заявил, что «статья была написана в самом начале эпидемии СПИДа, и сейчас, когда во всем мире инфицировано 33 миллиона человек, возможность [карантина] смехотворна. Это не сработает». Он также сказал, что этот стандартный протокол мог работать в то время; что к этому призывали старшие исследователи ВИЧ; и что многие из потерянных жизней можно было бы спасти.

### Статья о гомосексуализме (2014 г.)
Монктон вернулся к теме гомосексуализма в статье для веб-сайта WorldNetDaily в ноябре 2014 года, описывающей кампанию советника Розали Крестани в городе Кейси, недалеко от Мельбурна, Австралия. В статье он утверждает, что «официальный опрос после официального опроса показал, что у гомосексуалистов было в среднем от 500 до 1000 партнеров за всю их сексуально активную жизнь, а у некоторых до 20 000». ЛГБТ-аббревиатура для порядка алфавита на QWERTY-клавиатуре. «Это должно охватывать все реальные или воображаемые формы сексуальных отклонений, которые они могут придумать», — писал он.
«Теперь я не уверен, откуда виконт Монктон берет свою статистику, — написал лидер UKIP Найджел Фарадж в The Independent , — но формулировать эти комментарии так, как он, глубоко оскорбительно и в корне неправильно».

## Европейская интеграция
Кристофер Монктон был евроскептиком, противником европейской интеграции. В 1994 году он подал в суд на консервативное правительство Джона Мейджора за согласие внести свой вклад в расходы по Протоколу о социальной политике, согласованному в Маастрихтском договоре 1993 года, хотя Великобритания отказалась от участия в протоколе. Дело слушалось в Сессионном суде Шотландии в мае 1994 года. Его ходатайство о судебном пересмотре было отклонено судом из-за отсутствия уместности. В интервью 2007 года он сказал, что «покинет Европейский Союз, закроет 90 процентов государственных служб и передаст власть от атеистического гуманистического правительства в руки семей и отдельных лиц».

## Опубликованные работы
- The Laker Story (with Ivan Fallon). Christensen, 1982. ISBN 0-9508007-0-8
- Anglican Orders: null and void?. Family History Books, 1986.
- The AIDS Report. 1987
- European Monetary Union: opportunities and dangers. University of St. Andrews, Department of Economics. 1997
- Sudoku X. Headline Publishing Group, 2005. ISBN 0-7553-1501-4
- Sudoku X-mas. Headline Publishing Group, 2005. ISBN 0-7553-1502-2
- Sudoku Xpert. Headline Publishing Group, 2006. ISBN 0-7553-1529-4
- Junior Sudoku X. Headline Publishing Group, 2006. ISBN 0-7553-1528-6
- Sudoku Xtreme. Headline Publishing Group, 2006. ISBN 0-7553-1530-8
- «Climate Sensitivity Reconsidered». Forum on Physics and Society, American Physical Society. July 2008.

Институт науки и государственной политики, директором которого является Кристофер Монктон, опубликовал девять не рецензируемых статей Монктона по науке об изменении климата.